# Jaskółka rudoczelna
Jaskółka rudoczelna (Hirundo aethiopica) – gatunek niewielkiego ptaka z rodziny jaskółkowatych (Hirundinidae). Zamieszkuje Afrykę Subsaharyjską. Nie jest zagrożony wyginięciem.

## Zasięg występowania
Choć nie migruje, to jej zasięg występowania jest szeroki i obejmuje następujące afrykańskie kraje: Benin, Burkinę Faso, Kamerun, Republikę Środkowoafrykańską, Czad, Demokratyczną Republikę Konga, Wybrzeże Kości Słoniowej, Erytreę, Etiopię, Ghanę, Gwineę, Kenię, Mali, Niger, Nigerię, Senegal, Somalię, Sudan, Sudan Południowy, Tanzanię, Togo, Ugandę. Pojedyncze zabłąkane osobniki odnotowano też w Egipcie i Izraelu.

## Podgatunki
Wyróżnia się następujące podgatunki:
- Hirundo aethiopica aethiopica Blanford, 1869
- Hirundo aethiopica amadoni C.M.N. White, 1956

## Status
Międzynarodowa Unia Ochrony Przyrody (IUCN) uznaje jaskółkę rudoczelną za gatunek najmniejszej troski (LC, Least Concern). Liczebność populacji nie została oszacowana, ale ptak ten opisywany jest jako pospolity, lokalnie bardzo liczny. Trend liczebności populacji oceniany jest jako wzrostowy, gdyż gatunek poszerza swój zasięg, co wiąże się z dostępnością sztucznych miejsc do gniazdowania.